# سالم نجل حمو
سالم نجل حمو (انگلیسی: Salim Nedjel-Hammou; ۵ ژوئن ۱۹۷۲)  بازیکن هندبال اهل الجزایر بود.